# Garbancito de la Mancha
Pour plus de détails, voir Fiche technique et Distribution.
Garbancito de la Mancha est un film d'animation espagnol réalisé par Arturo Moreno sorti en 1945. 
Il s'agit du premier long métrage d'animation réalisé en Espagne, et le premier en couleur pour l'Europe. Une suite lui a été donnée en 1948, Alegres vacaciones.

## Synopsis
Dans ce conte de fée qui fait (lointainement) référence au Don Quichotte de la Manche de Cervantes, un enfant, Garbancito (littéralement : « le petit pois chiche »), affronte courageusement un méchant ogre et une vilaine sorcière.

## Fiche technique
- Titre original : Garbancito de la Mancha
- Réalisation : Arturo Moreno
- Scénario : Julián Pemartín
- Direction technique : José María Arola et Jaime Parera
- Direction de l'animation : Armando Tosquellas et José María Carnicero
- Musique : Jacinto Guerrero
- Production : Ramón Balet et José María Blay
- Pays d’origine :  Espagne
- Langue originale : espagnol
- Format : noir et blanc + couleur
- Genre : conte, humour
- Durée : 98 minutes
- Date de sortie : 
  - Espagne : 23 novembre 1945 (première à Barcelone)

## Production
Le réalisateur Arturo Moreno, après un court métrage, El capitan Tormentoso, pour lequel il n'avait pas trouvé de distributeur, en cette période difficile de l'Espagne d'après-guerre, bénéficia fort heureusement de l'appui de l'homme d'affaires José María Blay. Celui-ci le persuada de réaliser un long métrage, plus facile à exploiter commercialement.
Du matériel moderne fut acquis et l'on recruta 80 dessinateurs. Mais les conditions de travail restaient précaires. Par exemple, comme il n'y avait pas de celluloïd en Espagne, il fallut le faire venir de Suisse, mais le train fut bombardé lors de son passage en France. La même mésaventure faillit se produire pour les pellicules importées d'Angleterre qui échappèrent de justesse aux bombardements allemands.

## Accueil critique
Finalement la première du film eut lieu au cinéma Femina de Barcelone le 23 novembre 1945. Garbancito de la Mancha fut ensuite projeté à Madrid en mai 1946 et remporta aussitôt un grand succès, notamment grâce à une campagne publicitaire intensive tant dans la presse écrite qu'à la radio. Le film trouva également un certain écho en France et en Angleterre.
Un budget significatif (3 809 618 pesetas de l'époque) avait été investi dans la production. Cette somme fut amortie et les bénéfices atteignirent entre deux et trois millions de pesetas, ce qui permit à la société de production de financer d'autres longs métrages.
Le film fut déclaré d'intérêt national, et le gouvernement franquiste favorisa sa distribution et son exploitation.